# Dahra, Algérie
Dahra là một đô thị thuộc tỉnh Chlef, Algérie. Dân số thời điểm năm 2002 là 21.284 người.